# Cynfeirdd
Als Cynfeirdd ['kənveirð'] (walisisch „alte/frühe Dichter“) werden die frühesten Barden in Wales bezeichnet, die aus den überlieferten Originalen des 6. Jahrhunderts und aus eigenen Schöpfungen ihre Werke geformt haben sollen. Ihre Nachfolger werden „jüngere Barden“ oder „Hofdichter“ (gogynfeirdd) genannt.

## DieCynfeirdd
Namentlich sind die fünf Dichter Taliesin, Aneirin, Talhaearn, Blwchfardd und Cian (nicht zu verwechseln mit dem Helden Cian der irischen Mythologie) bekannt, Llywarch Hen wird ihnen manchmal ebenfalls zugeordnet. Sie alle lebten in der zweiten Hälfte des 6. Jahrhunderts in Nordengland und Südschottland und schrieben in der nur fragmentarisch überlieferten Kumbrischen Sprache. Von Talhaearn, Blwchfardd und Cian sind lediglich die Namen bekannt, ihre Werke gelten als verschollen.
Taliesin und Aneirin sind bereits im Mittelalter als Dichter berühmt, deren Werke in mittelkymrischer Sprache überliefert wurden. Moderne Forschungen haben ergeben, dass einige dieser Gedichte aus späteren Epochen stammen und den beiden erst nach ihrem Tod zugeschrieben wurden. Da aus dieser Zeit kaum Schriftquellen vorhanden sind, müssen alle Zuordnungen durch Kriterien wie Stil, Sprache und Metrik geprüft werden, deshalb gibt es dazu einige voneinander abweichende Fachmeinungen. Die Werke sind erst in Manuskripten des 13. Jahrhunderts und danach überliefert, was diese Einordnungen zusätzlich erschwert, da manchmal die Originale hinter den Nachdichtungen nur mehr schwer erkennbar sind.